# آهوچه آبی‌رنگ
آهوچه آبی‌رنگ (نام علمی: Philantomba monticola) نام یک گونه از زیرخانواده غزالک است.